# Bachmannia woodii
Bachmannia woodii är en kaprisväxtart som först beskrevs av Daniel Oliver, och fick sitt nu gällande namn av Ernest Friedrich Gilg. Bachmannia woodii ingår i släktet Bachmannia och familjen kaprisväxter. Inga underarter finns listade i Catalogue of Life.